# Rupan Sansei - Pyramid no kenja
Rupan Sansei - Pyramid no kenja (ルパン三世 ピラミッドの賢者?, Rupan Sansei - Piramiddo no kenja, lett. "Lupin III - Il saggio della piramide") è un videogioco d'azione basato sulla popolare serie Lupin III di Monkey Punch. Prodotto in 3D per piattaforma Sega Saturn, è ispirato al popolare Tomb Raider.

## Trama
La missione di Lupin III è quella di rubare un tesoro nascosto in una piramide senza farsi scoprire dall'ispettore Zenigata e dalle sue guardie.

## Accoglienza
Rupan Sansei - Pyramid no kenja ha ottenuto un punteggio di 22/40 dalla rivista Famitsū, basato sulla somma dei punteggi (da 0 a 10) dati al gioco da quattro recensori della rivista.